# Макбет (Штраус)
«Макбет» (нім. Macbeth), op. 23, TrV 163 — симфонічна поема, написана Ріхардом Штраусом між 1886 і 1888 роками за одноіменною п'єсою Вільяма Шекспіра. Цей твір став для Штрауса першою симфонічною поемою, яку він описав як «цілком новий шлях» для нього в розрізі композиції. Написана в формі, схожій на сонатну, ця симфонічна поема переглядалась автором більш ретельно, ніж будь-які інші його твори; ці редакції, що стосувалися головним чином розділів розробки та репризи, показують, наскільки композитор намагався на цьому етапі своєї кар'єри збалансувати змістове навантаження та музичну форму. Брайан Гілліам в Музичному словнику Грова пише, що «Новий це шлях чи ні, „Макбет“ не змогла знайти постійного місця в концертному репертуарі, оскільки їй бракувало тематичної переконливості та переконливого темпу музичних подій, настільки помітних у двох попередніх роботах [„Дон Жуан“ і „Смерть і просвітлення“]. Незважаючи на перегляди оркестровки, намагаючись стримати внутрішні голоси та висвітлити головні теми, „Макбет“ все ще поступається „Дон Жуану“ та „Смерті і просвітленні“ у звуковій чистоті».

## Склад оркестру
Твір написано для симфонічного оркестру, який складається з 3 флейт (3-тя дублює піколо), 2 гобоїв, англійського ріжка, 2 кларнетів, бас-кларнета, 2 фаготів, контрафагота, 4 валторн, 3 труб, басової труби, 3 тромбонів, туби, литавр, бас-барабана, малого барабана, тарілок, гонга і струнних.